# Pesniška dolina
Pesniška dolina je okrog 50 km dolga dolina v severovzhodni Sloveniji, po kateri teče reka Pesnica. Dolina seka Slovenske gorice, geološko pa jo delimo na tri dele. V zgornjem delu doline, od izvira reke do naselja Zgornja Kungota, je ravnica ob reki ozka. V srednjem delu (od Kungote do naselja Gočova) se ravnica širi in dosega obseg dveh kilometrov, v spodnjem delu, kjer se v okolici naselja Pacinje spoji s Ptujskim poljem, pa je široka do 4 km in v geološkem smislu predstavlja tektonski jarek. Zaradi pogostih naplavin so se naselja večinoma razvijala ob vznožjih hribovja. Reka je predstavljala tudi slabe pogoje za poljedelstvo, zato je bila v drugi polovici 20. stoletja urejena obsežna hidromelioracija. Poleg nasipov in odtočnih jarkov so bila urejena umetna jezera: Pernica, Pristava, Komarnik, Radehova in Trojiško jezero. 
Po dolini poteka prometnica, ki povezuje Ptuj oziroma Ormož preko Dornave, Trnovske vasi z Lenartom v Slovenskih goricah, od tam pa preko naselij Pernica in Pesnica pri Mariboru z Jurskim Vrhom na slovensko-avstrijski državni meji. V začetku 21. stoletja je bila po srednjem delu doline zgrajena avtocesta, katera je zelo spremenila izgled pesniške doline, od razcepa Dragučova do naselja Spodnja Senarska. 